# Heikki Rauvala
Heikki Matti Eemeli Rauvala, född 29 juli 1947 i Nedertorneå, är en finländsk biokemist och neurobiolog.
Rauvala blev medicine och kirurgie doktor 1977. Han verkade 1973–1991 som lärare och forskare vid Helsingfors universitets institution för medicinsk kemi och 1991–1994 som forskningschef vid Institutet för bioteknologi. Han blev 1981 docent i medicinsk kemi och utnämndes 1995 till professor i molekyl- och cellbiologi. Sedan 2002 leder Rauvala det Neurovetenskapliga forskningscentret vid Helsingfors universitet. Hans forskning gäller de signaler som hjälper utväxande nervfibrer att hitta rätt under individutvecklingen och även senare i samband med regenerations- och plasticitetsprocesser i nervsystemet.
År 2001 utnämndes han till ledamot av Finska Vetenskapsakademien.